# Sandvika station
Sandvika station är en  järnvägsstation  i Bærums kommun som öppnade samtidigt med Drammenbanen år 1872 som Sandviken station. Stationshuset ritades av Georg Andreas Bull. Det byggdes senare 
om till godsmagasin och har bevarats.

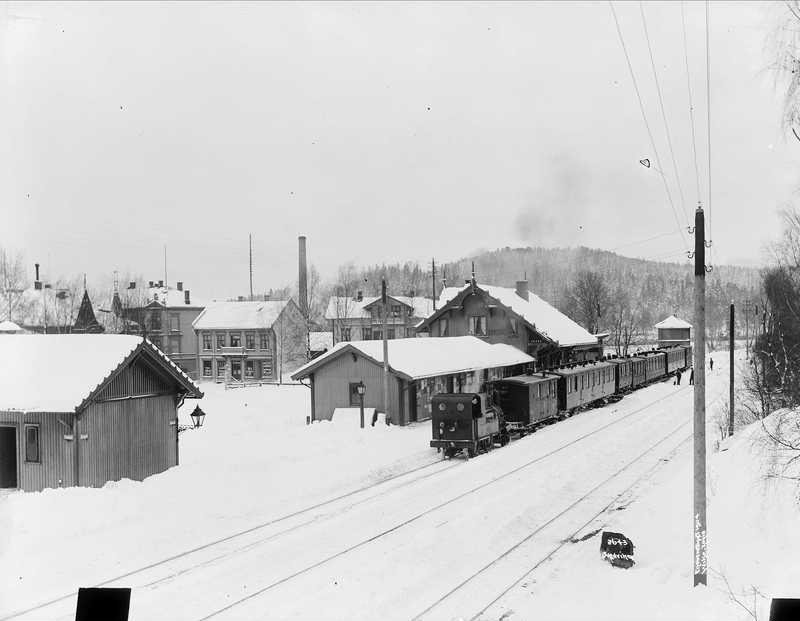
Sandviken station.

År 1909 anlades ett sidospår till Hamang papirfabrik och år 1915 flyttades stationsbyggnaden 40 meter. Ragnvald Utne ritade därefter en ny station i nybarock med eget postkontor. Den byggdes av tegel och invigdes år 1919. Tre år senare bytte stationen namn till Sandvika station. En tredje stationsbyggnad invigdes år 1961.
De två senaste stationsbyggnaderna revs år 1993 och ersattes av en kombinerad buss- och järnvägsstation som ritades av arkitekt Arne Henriksen.